# Binnie Kristal-Andersson
Binnie Kristal-Andersson, folkbokförd Binnie Kristal Andersson, född 23 februari 1941 i Brooklyn, New York, USA, är en psykolog och författare, sedan många år verksam i Sverige.
Kristal-Andersson växte upp i Brooklyn, New York, och kom till Sverige år 1966. Hon är filosofie doktor i psykologi samt praktiserande legitimerad psykolog och psykoterapeut med specialistkompetens inom klinisk psykologi och är handledarutbildad.
Hon disputerade år 2000 vid Lunds universitet på avhandlingen Psychology of the refugee, the immigrant and their children – development of conceptual framework and application to psychotherapeutic and related support work.
Åren 1967 till 1976 var hon gift med trubaduren Rune Andersson (född 1936), med vilken hon har två söner: författaren Jason Andersson (född 1968) och teaterchefen Danjel Andersson (född 1970).